# 南京建宁路长江隧道
南京建宁路长江隧道是江苏省南京市建设中的长江隧道，位于南京定淮门长江隧道下游1.8公里、南京长江大桥上游2.4公里处。根据规划，南京建宁路长江隧道工程起于江北新区的兴浦路与江北快速大道交叉处，向南顺兴浦路穿越长江至江南岸，沿现状建宁西路布设，穿越江边路、惠民路后，止于建宁西路与热河路交叉处，工程主线全长约6.8公里。

## 建设日程
- 南京建宁路长江隧道于2018年11月10日开工，计划工期约5年。[3]
- 2021年7月，左线盾构机始发，由北岸开始向江南掘进。同年11月30日，右线盾构机始发。[4]
- 2023年10月20日，左线盾构隧道贯通[5]。12月20日，右线盾构隧道贯通[1]。